# Ибрахим Татарлъ
Ибрахим Тосун Татарлъ е български общественик, политик и учен, съосновател на политическа партия Движение за права и свободи (ДПС). Избиран е за депутат от в VII велико народно събрание, както и в XXXVI и XXXVII народно събрание.

## Биография

### Произход и образование
Ибрахим Тосун Татарлъ е роден в град Никопол (област Плевен) на 26 февруари 1925 година, в семейство на занаятчии и земеделци. Учи в началното турско училище, в прогимназията и в гимназията в родния си град, но последната година се премества в гимназията в Славяново, Плевенско. Военната му служба е в „Трудовата повинност“.
Завършва Юридическия факултет на Софийския университет „Св. Кл. Охридски“ (1954), а по-късно и „Турска литература и култура“ в Института за източни езици в Москва (1965). По-късно Ибрахим Татарлъ става професор, а през 1994 г. и доктор на филологическите науки.
През т.нар. Възродителен процес името на Ибрахим Татарлъ е насилствено сменено на Илко Татаров.
Умира на 24 март 2013 г. Погребан е в Централните софийски гробища.

### Работа и кариера
В периода 1949 – 1951 г. Ибрахим Татарлъ работи като редактор на страницата на турски език на вестниците „Народен трудовак“ и „Трудово дело“. От 1950 до 1953 г. е главен редактор на в-к „Ейлюлджю чоджук“ (Септемврийче). Свален е от поста заради несъгласието му да бъдат побългарявани окончанията на бащините имена на турците и мюсюлманите в страната. За кратко през 1954 г. работи като юрист-стажант в София, а от 1954 до 1962 г. е сътрудник, а по-късно и завеждащ Културния отдел и член на редколегията на списание „Йени хаят“ (Нов живот).
Между 1957 и 1959 г. е хоноруван преподавател по история на турската култура в студиото за подготовка на артистични кадри за държавните турски естрадни театри в районите със смесено население във ВИТИЗ, София. През 1960 г. става хоноруван преподавател по история на турска литература в катедра „Ориенталистика“ в Софийския университет, през 1962 г. е назначен за редовен асистент, а след това става старши асистент (1967 г.) и доцент (1975 г.). Съкратен е от университета през 1981 г. в навечерието на т.нар. Възродителен процес. Започва работа в БАН като старши научен сътрудник II степен (дн. доцент) в секцията „Късен османски феодализъм и националноосвободителните движения на Балканите“, а после в секция „Културна история на балканските народи“ в Института по балканистика при БАН. През 1982 е назначен за старши научен сътрудник I степен (дн. професор) към същия институт. През 1991 г. година става професор в Полувисшия духовен ислямски институт, а след това и в наследилият го Висш ислямски институт.

### Политическа дейност
След промените в България от 1989 година Ибрахим Татарлъ навлиза активно в политическия живот. Член е на ДПС от 1990 г., като е един от неговите основатели. Член е на Транснационалната радикална партия.
Татарлъ е депутат в VII велико народно събрание, където е член на Комисията за изработването на нова конституция на Република България и на Комисията за правата на човека. Избран е в XXXVI Народно събрание, в което член на Законодателната комисия, зам.-председател на Комисията по културата и зам.-председател на Парламентарната група на ДПС. За последен път е народен представител в XXXVII народно събрание, в което е зам.-председател на Комисията по правата на човека и вероизповеданията, член на Комисията по култура и зам.-председател на парламентарната група на ДПС.